# 선우 (2000년)
선우(본명: 김선우 (金善旴), 2000년 4월 12일 ~ )는 대한민국의 래퍼이다. 대한민국의 보이 그룹 더보이즈의 일원으로, 메인래퍼를 맡고 있다.

## 학력
- 성남장안초등학교 (졸업)
- 분진중학교 (졸업)
- 한국예술고등학교 (전학) → 한림연예예술고등학교 실용음악과 (졸업)

## 음반 외 활동

### 방송
| 연도 | 방송사      | 프로그램                       | 방송 기간            |
| ---- | ----------- | ------------------------------ | -------------------- |
| 2017 | 엠넷        | 고등래퍼                       | 2월 10일 ~ 3월 3일   |
| 2018 | SBS MTV     | THE SHOW                       | 5월 1일              |
| 2018 | Mnet        | 엠 카운트다운                  | 7월 12일             |
| 2018 | tvN         | 나의 수학 사춘기               | 6월 26일 ~ 7월 17일  |
| 2018 | OGN         | 게임돌림픽 2018 - 배틀그라운드 | 11월 24일, 12월 7일  |
| 2020 | KBS2        | Listen-Up(리슨 업)             | 9월 24일             |
| 2023 | TOKYO MX    | FLAGLIA ~여름방학 이야기~      | 1월 17일 ~ 1월 31일  |
| 2023 | TEO         | 테오 유튜브 총회               | 4월 14일, 4월 21일   |
| 2023 | JTBC        | K-909                          | 6월 10일             |
| 2023 | U+ Original | 서치:미                        | 11월 20일, 11월 21일 |
| 2024 | MBC FM4U    | IDOL RADIO                     | 2월 19일 ~           |
| 2024 | ENA         | 하입보이스카웃                 | 4월 15일 ~           |

## 콘서트 투어
- THE BOYZ FAN-CON THE CASTLE (2019)

## 수상 및 후보
- 2024년 MBC 방송연예대상 라디오부문 남자 우수상